# 宮崎学 (写真家)
宮崎 学（みやざき まなぶ、ただし公式ウェブサイトなどでは「みやざき がく」と読ませている、1949年8月10日 - ）は、日本の写真家である。長野県駒ヶ根市在住。
日本各地の野生動物を被写体とすることが多いが、本人は「動物写真家」と呼ばれることを嫌っており「自然界の報道写真家」を自称している。撮影には、赤外線センサなどとカメラを組み合わせた自作の無人撮影装置を使うこともあり、一般的には撮影困難な野生動物の生態をも数多く写真に収めている。猛禽類などの生態写真に関しては、1980年代から日本の第一人者とされている。

## 経歴

### 少年時代
1949年、長野県上伊那郡南向村（後の中川村）にて生まれた。動物への興味が強く、木に登ったり、野鳥の声を聞き分けて巣を見つけたりするのが得意な少年であった。様々な小鳥を大切に飼っていたが、小学校6年生の時（1961年）にすべて、野へ放している。この直前、可愛がっていたリスが籠の中でヘビに食べられ絶命したことに強いショックを受け、野生動物を飼うことは無慈悲な行為だと思うようになり、小鳥を野に放つ行動に至った。その後も鳥への興味は変わらず、中学生時代は伝書鳩に熱中する生活を送っている。

### アマチュア時代
中学卒業と同時にバス会社へ就職し、後に駒ヶ根市の光学機器メーカー「信光精機株式会社」へ転職した。もともとカメラには特に興味が無かったにもかかわらず、職場で一眼レフ用交換レンズを見てからは強く惹かれるようになり、写真を撮り始めた。雑誌『アサヒカメラ』に連載されていた田中光常の記事を教科書代わりにして動物写真の技術を磨き、ムササビの写真で同誌の月例コンテストに入選。カメラを触り始めてから1年足らずでの入選であったことから、ますます動物写真に意欲を燃やし、さらに冬眠中のコウモリの写真で再度入選を果たすと、次はニホンカモシカの生態を撮りたいと思うようになる。当時、野生のニホンカモシカは数が少なかったため撮影は難しいとされていた。宮崎は地元の山岳会に1年半のあいだ所属し、自力で登山できるようになってからはカモシカの観察・研究に注力するが、無理がたたって肝臓や腎臓を患い入院生活を余儀なくされる。会社を辞めて静養した後、アルバイトで資金を稼ぎつつ野生動物を撮影する生活を始め、1969年にはニホンカモシカの写真で同年版『アサヒカメラ年鑑』への入選を果たす。また、大阪の出版社「千趣会」の編集者や、児童文学作家の今江祥智と出会う機会があり、2人からカモシカの写真を高く評価されて写真絵本の出版が決まった。その後、胃潰瘍での再入院を乗り越え、1972年には写真絵本『山にいきる にほんかもしか』でプロ写真家としてデビューした。

### プロデビュー後
デビュー後もしばらくはアルバイトで生計を立てる日々が続いた。今江はあかね書房、福音館書店などの出版社に宮崎を紹介してくれたほか、1974年には宮崎をモデルにした創作童話『水と光とそしてわたし』を世に出している。1977年、宮崎の写真絵本『ふくろう（かがくのほん）』が出版され、翌1978年に同書が第1回絵本にっぽん大賞を受賞した。同年（1978年）、銀座ニコンサロンにて初の個展「けもの道」を開催。この個展では、信光精機の経営者と共に開発した無人撮影装置で撮った、夜間の登山道に出没する様々な動物の写真を展示した。その後、宮崎は日本で営巣する鷲・鷹16種すべての生態を撮ることに成功し、1981年に写真集『鷲と鷹』として発表。八重山列島に棲むカンムリワシの成鳥や雛鳥など、撮影された前例どころか観察例すら無かった生態写真も掲載されていたこの写真集は、翌1982年に日本写真協会賞新人賞を受賞している。1990年、写真集『フクロウ URAL OWL』で宮崎は土門拳賞を受賞。動物写真での同賞受賞は過去に例が無いことであった。1994年、野生動物の死体が山の中で土に還るまでの過程を撮り続けた写真集『死 Death in Nature』を発表し、翌1995年に日本写真協会賞年度賞を受賞。同年（1995年）、台所用洗剤のキャップを被って暮らすヤドカリや、癌に冒されたタヌキなど、人間社会の影響を強く受けて暮らす生物たちを写した写真集『アニマル黙示録』が出版され、宮崎は同書と『死 Death in Nature』で講談社出版文化賞写真賞を受賞している。2002年、著書『アニマルアイズ・動物の目で環境を見る』シリーズで第4回学校図書館出版賞を受賞。2004年、公式ウェブサイト「宮崎学（がく）写真館 森の365日」で信毎ホームページ大賞2004エプソン賞を受賞した。

## 活動

### 主な個展
- 「けもの道」ニコンサロン（銀座・新宿・大阪）、1978年。
- 「鷲と鷹」ニコンサロン（銀座・大阪）、1981年。
- 「けもの道パート2」ニコンサロン（銀座・大阪）、1984年。
- 「フクロウ」ニコンサロン（銀座・大阪）、1991年。
- 「宮崎学  自然の鉛筆  The Pencil of Nature」IZU PHOTO MUSEUM（静岡県長泉町）2013年。

### 著書、編書など
- 水野武雄 指導、今江祥智 著、宮崎学 写真『山にいきる にほんかもしか』千趣会、1972年。 ポプラ社、1979年4月。
- 宮崎学 著、藪内正幸・渡辺洋二 絵『ニホンカモシカ 科学のアルバム34』あかね書房、1974年1月、ISBN 978-4251033345。
- 『からす（かがくのほん）』福音館書店、1976年3月。
- 『ふくろう（かがくのほん）』福音館書店、1977年11月、ISBN 978-4834005028。
- 宮崎学 写真、高橋健 文『ゆういちとくまたか』ポプラ社、1977年12月。
- 『森のなかの知恵くらべ』新日本出版社、1979年1月、ISBN 978-4406006408。
- 『けもの道』共立出版、1979年6月。
- 『クマタカの森と空 あこがれの鳥をみつめて』大日本図書、1979年8月。
- 『伊那谷の森の友だち』新日本出版社、1979年8月、ISBN 978-4406006262。
- 沢近十九一 構成・文、栗林慧・宮崎学ほか 写真『やみを飛ぶ動物たち 動物のふしぎな世界8』国土社、1980年4月、ISBN 978-4337248083。
- 『鷲と鷹』平凡社、1981年1月、ISBN 978-4582529067。
- 『カンムリワシ 南の島探検記』平凡社、1983年7月。
- 『僕は動物カメラマン』どうぶつ社、1983年9月、ISBN 978-4886224033。 宮崎学 原作、Project Wildlife 編訳、大井袈裟春 監修『The secrets of the natural world（ぼくは動物カメラマン）』三友社出版、1991年6月。
- 灰谷健次郎 編、宮崎学 写真『お星さんが一つでた とうちゃんがかえってくるで』理論社、1983年10月。
- 灰谷健次郎 編、宮崎学 写真『「ふぁあん」「ふぁあん」宿題せんならん』理論社、1983年10月。
- 『けもの道の四季』平凡社、1984年10月。
- 『鷲鷹ひとり旅 孤高の猛禽を追って』平凡社、1987年9月、ISBN 978-4582539066。
- 椋鳩十 作、宮崎学 写真『「くろい星」よ！ 山の大将』理論社、1987年11月、ISBN 978-4652022313。
- 椋鳩十 作、宮崎学 写真『この愛のめざめ 野性の谷間・第1部』理論社、1988年6月、ISBN 978-4652022320。
- 椋鳩十 作、宮崎学 写真『王国に生きる 野性の谷間・第2部』理論社、1988年6月、ISBN 978-4652022337。
- 椋鳩十 作、宮崎学 写真『よみがえる愛 野性の谷間・第3部』理論社、1988年6月、ISBN 978-4652022344。
- 椋鳩十 作、宮崎学 写真『えらい奴だ 山の太郎グマ』理論社、1988年7月、ISBN 978-4652022351。
- 田代宏 著、水越武・宮崎学 編『南アルプス 田代宏写真集』グラフィック社、1988年7月、ISBN 978-4766104905。
- 椋鳩十 作、宮崎学 写真『猟犬ものがたり アルプスの猛犬』理論社、1988年8月、ISBN 978-4652022368。
- 椋鳩十 作、宮崎学 写真『空の王者たち アルプスのワシ』理論社、1988年9月、ISBN 978-4652022375。
- 椋鳩十 作、宮崎学 写真『谷間のけものみち 金色の足あと』理論社、1988年10月、ISBN 978-4652022382。
- 椋鳩十 作、宮崎学 写真『ヤタギツネのおや子 アルプスの四季』理論社、1988年11月、ISBN 978-4652022399。
- 椋鳩十 作、宮崎学 写真『わが心のアルプス 懐かしい村の想い出』理論社、1988年11月、ISBN 978-4652022405。
- 椋鳩十 著、宮崎学 写真『夕やけ色のさようなら 椋先生が遺した33章』理論社、1989年3月、ISBN 978-4652042083。
- 『フクロウ URAL OWL』平凡社、1989年10月、ISBN 978-4582529241。
- 『冬のけもの道』理論社、1990年11月、ISBN 978-4652040072
- 『野生にいきる 伊那谷通信』毎日新聞社、1992年4月、ISBN 978-4620308593。
- 『森の365日 宮崎学のフクロウ谷』理論社、1992年8月、ISBN 978-4652042151。
- 『宮崎学の自然観覧車 野生にいきるpart2』毎日新聞社、1994年3月、ISBN 978-4620309781。
- 『死 Death in Nature』平凡社、1994年11月、ISBN 978-4582529364。
- 『アニマル黙示録』講談社、1995年10月、ISBN 978-4063246032。
- 『ハヤブサの都市 森の新聞2』フレーベル館、1996年5月、ISBN 978-4577016572。
- 『野生動物が見つめるゴミ列島 宮崎学のカメラ・アイ』太郎次郎社、1996年11月、ISBN 978-4811804545。
- 今江祥智 作、宮崎学 写真「森に生きる」『光村ライブラリー』第11巻、光村図書出版、2002年3月、ISBN 978-4895281096。
- 『ごちそう砦 アニマルアイズ・動物の目で環境を見る1』偕成社、2002年3月、ISBN 978-4035262107。
- 『死を食べる アニマルアイズ・動物の目で環境を見る2』偕成社、2002年3月、ISBN 978-4035262206。
- 『明るい夜 アニマルアイズ・動物の目で環境を見る3』偕成社、2002年3月、ISBN 978-4035262305。
- 『あったかねぐら アニマルアイズ・動物の目で環境を見る4』偕成社、2002年3月、ISBN 978-4035262404。
- 『においの地図 アニマルアイズ・動物の目で環境を見る5』偕成社、2002年3月、ISBN 978-4035262503。
- 『洗剤キャップの棲み心地は？ かわりゆく環境 日本生き物レポート1』理論社、2006年7月、ISBN 978-4652082171。
- 『けもの道 森の写真動物記1』偕成社、2006年10月、ISBN 978-4035268109。
- 『水場 森の写真動物記2』偕成社、2006年10月、ISBN 978-4035268208。
- 『柿の木』偕成社、2006年10月、ISBN 978-4037451103。
- 『ツキノワグマ』偕成社、2006年10月、ISBN 978-4037451202。
- 『廃棄スイカに群がるイノシシ家族 かわりゆく環境 日本生き物レポート2』理論社、2006年12月、ISBN 978-4652082188。
- 『ワシ・タカの巣 森の写真動物記3』偕成社、2007年3月、ISBN 978-4035268307。
- 『野生動物の首をしめるゴミ かわりゆく環境 日本生き物レポート3』理論社、2007年8月、ISBN 978-4652082195。
- 『亜熱帯の森 森の写真動物記4』偕成社、2007年10月、ISBN 978-4035268406。
- 『コンクリート壁のスズメ団地 かわりゆく環境 日本生き物レポート4』理論社、2008年3月、ISBN 978-4652082201。
- 『クマのすむ山 森の写真動物記5』偕成社、2008年5月、ISBN 978-4035268505。
- 『樹洞 森の写真動物記6』偕成社、2008年10月、ISBN 978-4035268604。
- 『草食獣 森の写真動物記7』偕成社、2009年3月、ISBN 978-4035268703。
- 『肉食獣 森の写真動物記8』偕成社、2009年3月、ISBN 978-4035268802。
- 『カラスのお宅拝見！ Deep nature photo book』新樹社、2009年12月、ISBN 978-4787585936。
- 『となりのツキノワグマ』新樹社、2010年7月、ISBN 978-4787586056。
- 『フクロウ URALOWL HANDY EDITION』メディアファクトリー、2010年10月、ISBN 978-4-8401-3535-1 C0072。
- 『森の探偵』亜紀書房、2017年7月、ISBN 978-4-7505-1500-7。

### 出演
- テレビ番組『情熱大陸』2008年8月10日放送分、毎日放送[4]。
- NHK ETV 2020年11年22日AM9:00-9:45 日曜美術館『アニマルアイズ〜写真家・宮崎学〜』[12]